# Omloop van het Houtland 1988
L'Omloop van het Houtland 1988, quarantaquattresima edizione della corsa, si svolse il 29 settembre 1988 su un percorso con partenza e arrivo a Lichtervelde. Fu vinto dal belga Danny Janssens della Sigma-Fina davanti ai suoi connazionali Frank Hoste e Gino De Backer.

## Ordine d'arrivo (Top 10)
| Pos. | Corridore            | Squadra                         | Tempo |
| ---- | -------------------- | ------------------------------- | ----- |
| 1    | Danny Janssens       | Sigma-Fina                      |       |
| 2    | Frank Hoste          | ADR-Anti-M-Enerday              |       |
| 3    | Gino De Backer       | ADR-Anti-M-Enerday              |       |
| 4    | Bert Van Ende        | Sigma Paints-Fina-Cicli Diamant |       |
| 5    | Stephan Van Leeuwe   | S.E.F.B.-Tonissteiner-Peugeot   |       |
| 6    | Guy Rooms            | Isoglass-EVS-Robland-Galli      |       |
| 7    | Paul Haghedooren     | Sigma Paints-Fina-Cicli Diamant |       |
| 8    | Peter Van Impe       | Boccaccio Life                  |       |
| 9    | Frank Van Den Abeele | AD Renting-Anti-M-IOC-Merckx    |       |
| 10   | Werner Devos         | Roland-Colnago-Citroen          |       |